# Maria Frieden (Harderberg)
St. Maria Frieden ist eine römisch-katholische Gemeindekirche in Harderberg, einem Stadtteil von Georgsmarienhütte im Osnabrücker Land. Sie ersetzte eine seit 1948 benutzte Behelfskirche und wurde 1963 von dem Osnabrücker Bischof Helmut Hermann Wittler konsekriert. Die Kirche ist Maria als Königin des Friedens gewidmet. 1964 wurde Maria Frieden, das bis dahin zu St. Joseph Osnabrück gehörte, eine eigene Kirchengemeinde. 1971 erfolgte die Erhebung zur selbstständigen Pfarrei.

## Ausstattung
Die Fenster wurden von dem Ohrbecker Künstler Rudolf Krüger entworfen. Sie stellen die 16 Anrufungen der Lauretanischen Marienlitanei dar, von rechts beginnend mit der Dreifaltigkeit, gegenüber dann endend mit dem Lamm Gottes.
Der Kreuzweg stammt von Walter Mellmann, einem Künstler aus Osnabrück.
Nach einer gründlichen Renovierung 2002 erhielt die Kirche ein gläsernes Altarbild des Künstlers Albert Bocklage aus Vechta. Es stellt die Elemente aus der Schöpfungsgeschichte dar: Himmel, Erde, Licht und Wasser. Die runde Bildscheibe steht dabei für die Erdkugel, den Mittelpunkt bildet der auferstandene Christus.
Heute bildet die Kirchengemeinde St. Maria Frieden Harderberg, die zum Bistum Osnabrück gehört, mit St. Peter und Paul (Georgsmarienhütte-Oesede), Heilig Geist (Oesede) und St. Johann/St. Marien (Kloster Oesede) eine Pfarreiengemeinschaft.